# Mauro Caballero
Mauro Andrés Caballero Aguilera (* 8. Oktober 1994 in Asunción) ist ein paraguayischer Fußballspieler.

## Karriere
Im Juni 2015 gab der FC Vaduz die Verpflichtung von Caballero bekannt. Er wechselte leihweise vom FC Porto für eine Saison in die Schweizer Super League. Sein Debüt gab er am 1. Spieltag bei der 2:0-Auswärtsniederlage gegen den FC Basel, als er in der 88. Spielminute für Diego Ciccone eingewechselt wurde. Nach nur einer Saison bei den Liechtensteinern kehrte er allerdings wieder zu seinem Stammverein FC Porto zurück.

## Titel und Erfolge
FC Vaduz
- Liechtensteiner Pokalsieger: 2016